# Shaun Foist
Shaun Foist (Middletown, Ohio; 10 de agosto de 1983) es un baterista profesional estadounidense, más conocido por ser el baterista de Breaking Benjamin y antes de Picture Me Broken.

## Biografía
Foist Fue inspirado y enseñado la base de percusión por su padre, el baterista Bill Foist A la edad de 10 años, Shaun tomó parte en su escuela de talentos tocando a "en Memoria de Elizabeth Reed" de The Allman Brothers recibiendo una ovación y una invitación a unirse a la banda de la escuela.
En 2000 y 2001, Foist recibido citaciones para batería y percusión de Miami University en Oxford. También ganó el premio de Jazz Louis Armstrong para el año escolar 2000-2001.
En 00 Foist fundó una serie de bandas como Diesel 129, Mansonclover, negro Santos Cartel, con géneros varían desde el pop hasta el rock.

### Picture Me Broken (2012-2013)
En 2012, el productor David Bendeth encontraron a Foist y lo invitaron a tocar en una banda de rock Picture Me Broken.
Durante el tiempo con la banda Foist grabó un EP titulado   Mannequinns y jugó varias giras como  Warped Tour ,  Seduce y destruye Tour  con OTEP y One-Eyed Doll y Alice Cooper / Marilyn Manson  Masters of Madness tour '". 

### Breaking Benjamin (desde 2014)
El 20 de agosto de 2014, una nueva alineación Breaking Benjamin fue introducida en la página de Facebook oficial de la banda mediante un vídeo teaser [10] con una estación de radio de Ohio en la que tomando nota Foist, uno de los locales del estado, tomaba el papel del baterista de la banda. El 19 y 20 de septiembre de 2014, la banda jugada sus dos primeros espectáculos los cuales se vendieron con su renovada formación de Gator's Pub and Eatery in Luzerne,, PA[11][12] en una entrevista con la revista RockRevolt, Foist reveló que grabó varios vídeos en YouTube tocando canciones de Breaking Benjamin que le ayudó a asegurar su posición en la banda.[13] Foist se unió a Cincinnati, Ohio DJ aleta Rock en vivo en el aire en septiembre en 96Rock para una entrevista de una hora de duración.[14] en una entrevista de 1 de octubre de 2014 con música caos Magazine, Foist en la que discute su nuevo rol en Breaking Benjamin y sus anotaciones y producto.
El 23 de marzo de 2015, Breaking Benjamin puso en libertad "Failure" - primer sencillo de la banda en cuatro años realizado por Foist y el resto de las nuevas incorporaciones a la línea renovada de Burnley, con un álbum completo que se lanzará el 23 de junio de 2015.   pone también en marcha el 17 de abril de 2015.